# Black Mic Mac
Black Mic Mac è un film del 1986 diretto da Thomas Gilou, al suo esordio alla regia.
È stato il primo lungometraggio francese non documentaristico a mostrare la comunità africana di Parigi.

## Trama
Michel, un funzionario del servizio igiene e sanità pubblica, giudica insalubre e pericoloso un alloggio occupato da 500 lavoratori africani e lo fa chiudere, ma si ritrova vittima delle pratiche di un marabutto, a cui gli operai si sono rivolti: ciò che nemmeno questi ultimi sanno, però, è che lo stregone è stato sostituito sul volo per Parigi da un giovane africano, Lemmy, che vuole approfittare della situazione.

## Produzione
Il film è stato fortemente voluto dalla produttrice francese Monique Annaud, nativa di Dakar.

## Accoglienza

### Incassi
Il film ha avuto molto successo al botteghino francese, dove ha richiamato oltre 800 000 spettatori, così come nei mercati africani francofoni.

### Critica
È stato accolto calorosamente dalla critica francese, che ne ha lodato sia la riuscita che le intenzioni.
Anna Maria Mori de La Repubblica ha scritto: «un curioso film che parte da un assunto dichiaratamente antirazzista, e finisce con l'assecondare, diremmo, un inconscio razzista degli autori: mette in scena da una parte un funzionario della pubblica igiene piccolo, grasso, e stupidone, di pelle bianca [...] e dall'altra una comunità di negri congolesi, con il suo villaggio all'interno di Parigi. Il funzionario è ottuso, è vero. Ma i negri sono sporchi, superstiziosi, cialtroni, furbastri».

## Riconoscimenti
- 1987 – Premi César
  - Migliore promessa maschile ad Isaach de Bankolé
  - Candidatura per la migliore opera prima
- 1986 – Festival internazionale del cinema comico di Vevey[2]
  - Premio del pubblico

## Sequel
È stato seguito nel 1988 da un sequel, Black Mic Mac 2, privo di legami con il predecessore a parte la presenza nel cast di Félicité Wouassi, in un ruolo diverso.